# Nick Menza
Nick Menza (Monaco di Baviera, 23 luglio 1964 – Los Angeles, 21 maggio 2016) è stato un batterista statunitense heavy metal.

## Biografia
Cominciò a suonare la batteria a soli cinque anni e crebbe ascoltando i dischi di musica jazz e blues del padre. All'età di tredici anni si esibì in concerti di buon livello, conoscendo alcuni noti batteristi amici del padre, tra cui Buddy Rich, Louie Bellson, Steve Gadd e Jack DeJohnette. Col passare degli anni Menza si appassionò alla musica hard rock e heavy metal, ascoltando batteristi come Ian Paice, Nicko McBrain, ma mantenne sempre la passione per il jazz e il blues.
All'età di diciotto anni formò i Rhodes, capitanati dal cantante Kelly Rhoads. Il sodalizio dura molto poco, a causa dello scioglimento del gruppo. Nel 1989 entrò nei Megadeth come tecnico della batteria di Chuck Behler; in seguito all'abbandono di quest'ultimo, il frontman Dave Mustaine affidò il ruolo di batterista a Menza.
Nel 1990 venne pubblicato l'album Rust in Peace, uno degli album più apprezzati dei Megadeth nonché uno dei pilastri del thrash metal, in cui Menza sfoggiò un "drumming" molto tecnico e preciso. Dopo Rust in Peace, Menza pubblicò con il gruppo anche Countdown to Extinction, Youthanasia e Cryptic Writings, quest'ultimo uscito nel 1997. In quest'ultimo anno Menza si separò dai Megadeth a causa di un tumore che sconfisse successivamente.
Nel 1999 collaborò con il gruppo stoner rock Fireball Ministry, suonando le parti di batteria in alcuni brani, e incise l'album solista Life After Deth.
Dopo molti anni di assenza, causati dalle terapie a cui viene sottoposto per combattere la malattia, nel 2006 Menza riprese la propria attività musicale collaborando con il gruppo greco thrash metal Memorain e fondando gli Orphaned to Hatred.
Il 22 maggio 2016 è stato dato l'annuncio della sua morte avvenuta nella notte precedente a causa di un'insufficienza cardiaca durante un concerto della sua band a Los Angeles.

## Discografia

### Da solista
- 2002 – Life After Deth

### Con i Megadeth
- 1990 – Rust in Peace
- 1992 – Countdown to Extinction
- 1994 – Youthanasia
- 1995 – Hidden Treasures
- 1997 – Cryptic Writings

### Altre collaborazioni
- 1992 – Marty Friedman - Scenes
- 1994 – Marty Friedman - Introduction
- 1994 – Nativity in Black - Tribute to Black Sabbath
- 1996 – Marty Friedman - True Obsession
- 2006 – Memorain - Reduced to Ashes